# Carl Ruberg
Carl Ruberg (* 26. März 1892 in Niederhemer, Provinz Westfalen; † 6. August 1985 in Bonn) war ein deutscher Ökonom sowie Professor und Ordinarius für Betriebswirtschaftslehre an der Universität Bonn.

## Leben
Da sich die Eltern Carl Rubergs, ein Bäckermeister und seine Frau, ein Hochschulstudium für ihren Sohn nicht leisten konnten, besuchte er zuerst die Rektoratsschule in Menden und die Lehrerbildungsanstalt in Rüthen. Parallel zu seiner Arbeit als Volksschullehrer legte Carl Ruberg im Anschluss daran noch die Hochschulreife ab. Er nahm an der Universität Köln ein Studium auf, das er sich durch Nebenjobs finanzierte. Nach dem Wehrdienst während des Ersten Weltkriegs setzte er sein Studium an der Handelshochschule und an der Technischen Universität Berlin fort. Im Sommer 1921 legte er schließlich erfolgreich die Prüfung zum Diplom-Handelslehrer ab. Den Doktorgrad in Wirtschafts- und Sozialwissenschaften (Dr. rer. pol.) erlangte er 1923 für die Arbeit Einfluß der Kosten auf die Wahl der Niederlassungsgebiete und Standorte der Kleineisenindustrie im Bergisch-Märkischen Land.
In den folgenden sieben Jahren arbeitete Carl Ruberg in verschiedenen Unternehmen, unter anderem als Betriebsleiter und kaufmännischer Angestellter sowie als Referent für Handel und Handwerk im Deutschen Konjunkturinstitut. Er habilitierte sich Anfang der 1930er-Jahre mit der Arbeit „Die kurzfristige Erfolgskontrolle im Einzelhandelsbetrieb“ und war seitdem als Lehrstuhlinhaber an Instituten und Universitäten tätig. Zwischen 1931 und 1934 arbeitete er im Berufspädagogischen Institut Frankfurt am Main und ab 1934 als außerordentlicher Professor an der Universität Frankfurt.
Ruberg, der 1931 dem Zentrum angehörte, schloss sich nach der Machtübergabe an die Nationalsozialisten 1933 der Reiter-SS an. Zum 1. Mai 1937 trat er der NSDAP bei (Mitgliedsnummer 4.098.874).
1938 nahm Carl Ruberg erstmals eine Stelle an der Universität Bonn an, als er für zwei Jahre die Vertretung am Betriebswirtschaftlichen Lehrstuhl übernahm, bevor er ihn endgültig übernahm. Während des Zweiten Weltkriegs war er als Major der Reserve in Russland stationiert und geriet in Kriegsgefangenschaft. Nach seiner Rückkehr arbeitete Carl Ruberg zuerst abermals in der freien Wirtschaft. 1950 kehrte er zur Universität Bonn zurück und leitete fortan die Verwaltung des Betriebswirtschaftlichen Lehrstuhls. Carl Ruberg betreute das Fach Handelsbetriebslehre und führte das Prüfungsamt für Diplomvolkswirte. Bei der Landeskammer Nordrhein-Westfalen hatte er den Vorsitz der Prüfungskommission für das Prüfungs- und Treuhandwesen inne.
Den Lehrstuhl in Bonn behielt er bis zur Emeritierung im Jahr 1960. Er veröffentlichte als Wissenschaftler rund 200 Aufsätze und Bücher.

## Veröffentlichungen
- Statistik im Gross- und Einzelhandelsbetrieb. Betriebswirtschaftl. Verl. Gabler, Wiesbaden 1965.
- Gemeinde-Wirtschaftsbetriebe. Reckinger, Siegburg 1962.
- Verkaufsorganisation. Girardet, Essen 1952.
- Der Einzelhandelsbetrieb. Girardet, Essen 1951.
- Statistik in Handels- und Industriebetrieben. Gabler, Wiesbaden 1950.